# موزه لامبورگینی

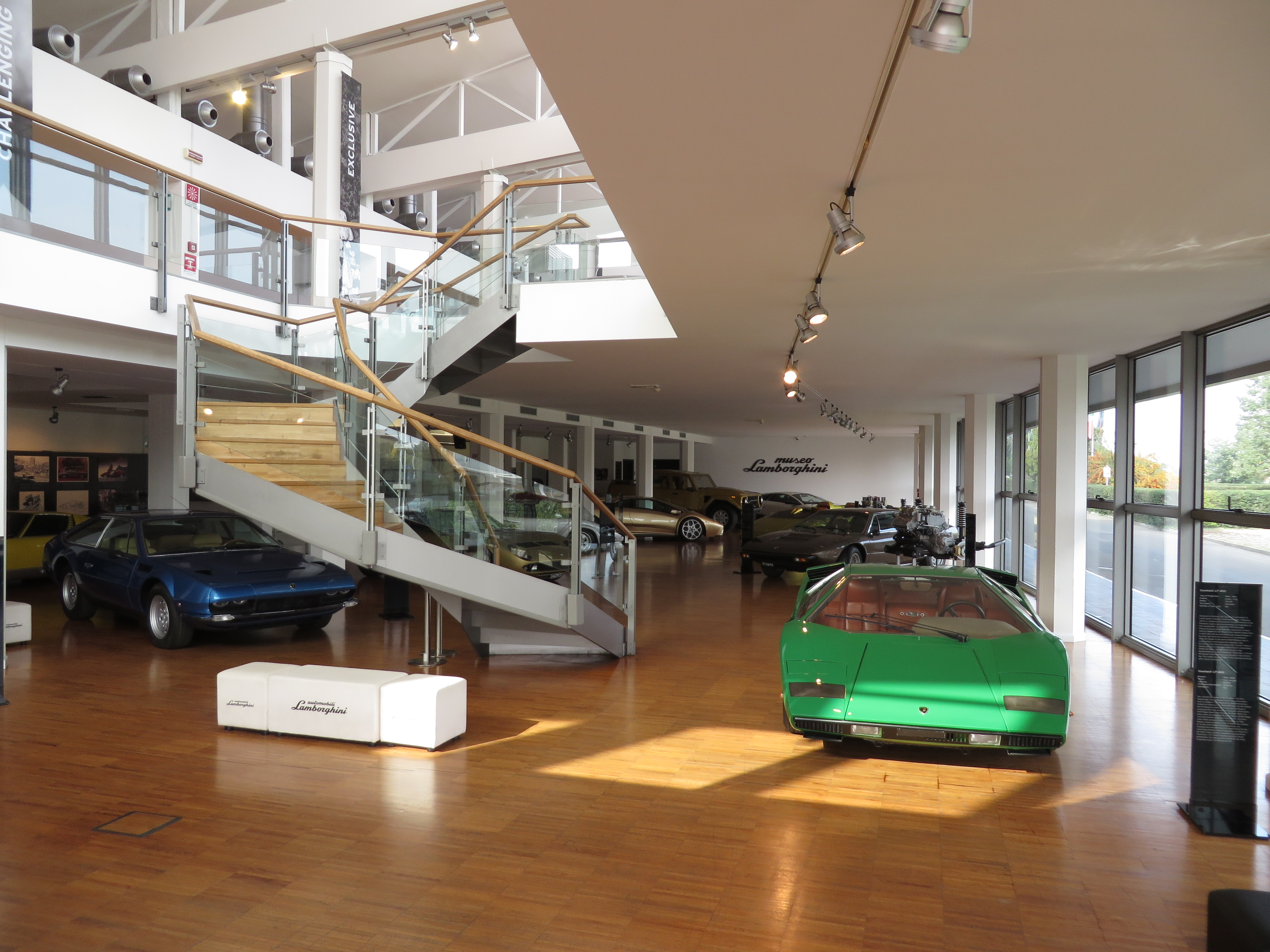
موزه لامبورگینی

موزه لامبورگینی (به ایتالیایی: Museo Lamborghini) یک موزه اتومبیل است متعلق به لامبورگینی است که در سانتاگاتا بولونیزه، امیلیا-رومانیا، ایتالیا اداره می‌شود. موزه دو طبقه در سال ۲۰۰۱ افتتاح شد و در ژوئن ۲۰۱۶ بازسازی شد تا فضای نمایشگاهی برای مدل‌های بیشتر فراهم شود. هدف این موزه پوشش تمام نقاط عطف مهم در تاریخ لامبورگینی است. برای این منظور، این موزه یک درخت خانوادگی را به نمایش می‌گذارد که تمام مدل‌های تولید شده توسط این شرکت را نشان می‌دهد. گالری فعلی شامل ابرخودروهای نمادینی مانند ۳۵۰جی‌تی و سستو المنتو و خودروهای مفهومی و یکباره مانند وننو و میورا مفهومی است.